# Robert F. Coker
Robert Francis Coker, är en amerikansk astronom.
Minor Planet Center listar honom under namnet R. Coker och som upptäckare av 4 asteroider.

## Asteroider upptäckta av Robert F. Coker
| 5256 Farquhar [A][B]                                              | 11 juli 1988    |
| 5280 Andrewbecker [B]                                             | 11 augusti 1988 |
| 1988 PU [B]                                                       | 10 augusti 1988 |
| 1988 PO [B]                                                       | 11 augusti 1988 |
| Upptäckt tillsammans med: A Eleanor F. Helin B Celina Mikolajczak |                 |